# Lester Patrick Cup
Der Lester Patrick Cup war die Meisterschaftstrophäe der Pacific Coast Hockey League (PCHL) und der Western Hockey League (WHL) von 1949 bis 1974.
Ursprünglich wurde an den Meister der PCHL der Phil Henderson Cup verliehen. Ab der Saison 1951/52 wurde dann der Presidents' Cup verliehen. Zur Saison 1960/61 wurde die Trophäe im Gedenken an den im Juni 1960 verstorbenen Eishockeypionier Lester Patrick in Lester Patrick Cup umbenannt.
Die Trophäe wurde bis zur Einstellung des Spielbetriebs der WHL im Jahr 1974 vergeben.
Der Originalpokal ist momentan in der Hockey Hall of Fame in Toronto ausgestellt.

## Gewinner
Pacific Coast Hockey League
| Saison  | Gewinner               |
| 1944/45 | Seattle Ironmen        |
| 1945/46 | Vancouver Canucks      |
| 1946/47 | Los Angeles Monarchs   |
| 1947/48 | Vancouver Canucks      |
| 1948/49 | San Diego Skyhawks     |
| 1949/50 | New Westminster Royals |
| 1950/51 | Victoria Cougars       |
| 1951/52 | Saskatoon Quakers      |

Nach dem Zusammenschluss der PCHL mit der Western Canada Senior Hockey League im Jahr 1951 hieß die Liga ab der Saison 1952/53 Western Hockey League.
Western Hockey League
| Saison  | Gewinner             |
| 1952/53 | Edmonton Flyers      |
| 1953/54 | Calgary Stampeders   |
| 1954/55 | Edmonton Flyers      |
| 1955/56 | Winnipeg Warriors    |
| 1956/57 | Brandon Regals       |
| 1957/58 | Vancouver Canucks    |
| 1958/59 | Seattle Totems       |
| 1959/60 | Vancouver Canucks    |
| 1960/61 | Portland Buckaroos   |
| 1961/62 | Edmonton Flyers      |
| 1962/63 | San Francisco Seals  |
| 1963/64 | San Francisco Seals  |
| 1964/65 | Portland Buckaroos   |
| 1965/66 | Victoria Maple Leafs |
| 1966/67 | Seattle Totems       |
| 1967/68 | Seattle Totems       |
| 1968/69 | Vancouver Canucks    |
| 1969/70 | Vancouver Canucks    |
| 1970/71 | Portland Buckaroos   |
| 1971/72 | Denver Spurs         |
| 1972/73 | Phoenix Roadrunners  |
| 1973/74 | Phoenix Roadrunners  |